# Нобль
Нобль, ноубл (англ. noble) — англійська золота монета, вперше викарбувана 1344 року на пам'ять про перемогу в морській битві над французами біля Сльойса (1340). На аверсі зображувався погрудний портрет короля з мечем і щитом на кораблі на хвилях моря, на реверсі — ініціали короля або назва монетного двору у розірваній середині лілієподібного хреста у восьмидуговому оформленні. Вага монети 1344 року становила 9,97 г золота при пробі 23 7/8 карата (994), 1346 року — 8,33 г, 7,97 г у 1351–1377 роках. Тобто вага монети 1/2 нобля до 1351 року становила 64 грани, в 1351–1412 — 60 гранів, після 1412-го — 54 грани. Випускалися монети 1/2 та 1/4 нобля.

## Розенобль

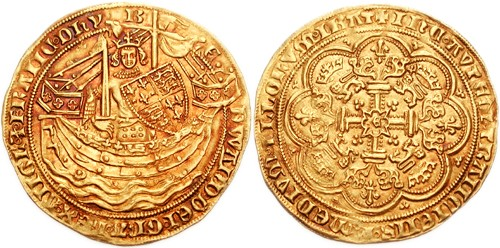
Нобль Едуарда III

Розено́бль (Rosenobel, Noble à la rose) — англійська золота монета 2 дукати короля Едуарда III (1343-1377), із зображенням корабля, що везе короля, на аверсі, і восьмипелюстковою трояндою на реверсі. Карбували ¼ та ½ розенобля. Згодом їх носили як амулети на війні.

## Наслідування нобля
Нобль став дуже поширеною монетою в Європі, зокрема в Московії та Речі Посполитій. Тут він отримав назву «корабельника». Відомий унікальний екземпляр московського наслідування англійського нобля, карбований Іваном III (1462—1505).
У XV столітті монету — наслідування нобля карбувала Данія (вага 14,74 г, діаметр 29 мм). Нобль став однією з перших золотих данських монет.
Карбували також монети 2 ноблі (вагою 27,9 г) та потрійний нобль (44,72 г).